# Francia ai III Giochi olimpici invernali
La Francia partecipò ai III Giochi olimpici invernali, svoltisi a Lake Placid, Stati Uniti, dal 4 al 15 febbraio 1932, con una delegazione di 8 atleti impegnati in tre discipline.

## Medaglie
| Medaglia | Atleta                      | Sport                 | Evento   |
| -------- | --------------------------- | --------------------- | -------- |
| Oro      | Andrée Brunet Pierre Brunet | Pattinaggio di figura | A coppie |